# 熊本大学教育学部附属幼稚園
熊本大学教育学部附属幼稚園（くまもとだいがくきょういくがくぶふぞくようちえん, Kindergarten Attached to Faculty of Education, Kumamoto University）は、熊本県熊本市中央区城東町に所在するある、熊本大学教育学部が設置・運営する幼稚園。

## 概要

### 歴史
1915年（大正4年）に開園した熊本市立壺川幼稚園が、同年に熊本県女子師範学校の代用附属幼稚園となったのが起源。
2005年（平成17年）に創立90周年を迎えた。

### 象徴
園章
桜の花を背景に、「附幼」の文字（縦書き）を置いている。
園歌

### 特色
熊本大学教育学部の附属園として、幼稚園教員免許状の取得を希望する学生の教育実習園となっている。また、学部と連携し、幼児教育の研究が行われている。
対象
3年保育（年少・年中・年長）
- 年少（3歳児）- ばら組
- 年中（4歳児）- もも組、さくら組
- 年長（5歳児）- ふじ組、きく組

## 沿革
- 1915年（大正4年） - 熊本市立壺川幼稚園が創立され、熊本県女子師範学校の代用附属幼稚園となる。
- 1931年（昭和6年）
  - 4月 - 代用附属壺川幼稚園が平取幼稚園と合併し、千葉城幼稚園となる。
  - 7月 - 現在地に移転。
- 1940年（昭和15年）4月 - 代用附属千葉城幼稚園が県立移管され、「熊本県女子師範学校附属幼稚園」と改称。
- 1943年（昭和18年）4月 - 官立（国立）移管により、「熊本師範学校女子部附属幼稚園」と改称。
- 1949年（昭和24年）5月31日 - 新制熊本大学の発足により、「熊本大学熊本師範学校附属幼稚園」と改称。
- 1951年（昭和26年）4月1日 - 熊本師範学校の廃止により、「熊本大学教育学部附属幼稚園」（現園名）と改称。
- 1971年（昭和46年）12月 - 新園舎（現園舎）が完成。
- 1981年（昭和56年）4月1日 - 1年保育を廃止し、3年保育を開始。
- 2004年（平成16年）4月1日 - 熊本大学が国立大学法人化される。

## 行事
3学期制をとる。
1学期
- 4月 - 始業式、交通指導・交通安全教室、入園式、家庭訪問、親子歓迎遠足
- 5月 - こどもの日お祝い会、緊急連絡網伝達訓練・お迎え訓練、創立記念日（13日）定期健康診断、芋苗植え、夏野菜の親子栽培、避難訓練
- 6月 - 教育実習、日曜保育参観、保護者保育参加・参観日、プール開き
- 7月 - 夏まつり、七夕まつり、年長宿泊保育、保護者会、美化作業、終業式、夏休み
- 8月 - 夏休み、親子美化作業日

2学期
- 9月 - 始業式、交通指導、プールおさめ、避難訓練、教育実習、運動会、祖父母参観日
- 10月 - 芋掘り、お城探検、降園時交通安全指導、四附親睦球技大会、公開保育研究会、おやじの保育日
- 11月 - 熊本大学開学記念日（1日）、公開保育研究会、秋の親子遠足、運動能力測定、保護者保育参加・参観日
- 12月 - 年長表現活動発表会、お楽しみ会、もちつき、保護者会、終業式、冬休み

3学期
- 1月 - 始業式、交通指導、避難訓練
- 2月 - 節分豆まき、年少・年中表現活動発表会、保護者参加・参観日、お別れ親子遠足
- 3月 - ひなまつり、保護者会、卒園式、卒園を祝う会、修了式

## 著名な出身者
- 狩野了一（能楽師）

## 交通アクセス
- 熊本電気鉄道 藤崎線 「藤崎宮前駅」
- 熊本市交通局（路面電車）「通町筋停留場」

## 周辺
- 熊本市立城東小学校
- 熊本市立藤園中学校
- 熊本信愛女学院中学校・高等学校・幼稚園
- 熊本中央高等学校
- 熊本大神宮
- 熊本城
- アークホテル熊本

## 関連事項
- 熊本県幼稚園一覧
- 熊本大学
  - 熊本大学教育学部附属中学校
  - 熊本大学教育学部附属小学校
  - 熊本大学教育学部附属特別支援学校